# فهرست سیارک‌ها (۵۰۰۱–۶۰۰۱)
فهرست سیارک‌ها (۵۰۰۱ - ۶۰۰۱) فهرست سیارک‌ها از ۵۰۰۱ تا ۶۰۰۱ است.
| نام  | نام انگلیسی     | تاریخ کشف       |
| ---- | --------------- | --------------- |
| ۵۰۰۱ | EMP             | ۱۹ سپتامبر ۱۹۸۷ |
| ۵۰۰۲ | Marnix          | ۲۰ سپتامبر ۱۹۸۷ |
| ۵۰۰۳ | Silvanominuto   | ۱۵ مارس ۱۹۸۸    |
| ۵۰۰۴ | Bruch           | ۸ سپتامبر ۱۹۸۸  |
| ۵۰۰۵ | Kegler          | ۱۶ اکتبر ۱۹۸۸   |
| ۵۰۰۶ | Teller          | ۵ آوریل ۱۹۸۹    |
| ۵۰۰۷ | Keay            | ۲۰ اکتبر ۱۹۹۰   |
| ۵۰۰۸ | Miyazawakenji   | ۲۰ فوریه ۱۹۹۱   |
| ۵۰۰۹ | Sethos          | ۲۴ سپتامبر ۱۹۶۰ |
| ۵۰۱۰ | Amenemhet       | ۲۴ سپتامبر ۱۹۶۰ |
| ۵۰۱۱ | Ptah            | ۲۴ سپتامبر ۱۹۶۰ |
| ۵۰۱۲ | Eurymedon       | ۱۷ اکتبر ۱۹۶۰   |
| ۵۰۱۳ | Suzhousanzhong  | ۹ نوامبر ۱۹۶۴   |
| ۵۰۱۴ | Gorchakov       | ۱۹ سپتامبر ۱۹۷۴ |
| ۵۰۱۵ | Litke           | ۱ نوامبر ۱۹۷۵   |
| ۵۰۱۶ | Migirenko       | ۲ آوریل ۱۹۷۶    |
| ۵۰۱۷ | Tenchi          | ۱۸ فوریه ۱۹۷۷   |
| ۵۰۱۸ | Tenmu           | ۱۹ فوریه ۱۹۷۷   |
| ۵۰۱۹ | 1979 MS6        | ۲۵ ژوئن ۱۹۷۹    |
| ۵۰۲۰ | Asimov          | ۲ مارس ۱۹۸۱     |
| ۵۰۲۱ | Krylania        | ۱۳ نوامبر ۱۹۸۲  |
| ۵۰۲۲ | 1984 HE1        | ۲۳ آوریل ۱۹۸۴   |
| ۵۰۲۳ | Agapenor        | ۱۱ اکتبر ۱۹۸۵   |
| ۵۰۲۴ | Bechmann        | ۱۴ نوامبر ۱۹۸۵  |
| ۵۰۲۵ | 1986 TS6        | ۵ اکتبر ۱۹۸۶    |
| ۵۰۲۶ | Martes          | ۲۲ اوت ۱۹۸۷     |
| ۵۰۲۷ | Androgeos       | ۲۱ ژانویه ۱۹۸۸  |
| ۵۰۲۸ | Halaesus        | ۲۳ ژانویه ۱۹۸۸  |
| ۵۰۲۹ | Ireland         | ۲۴ ژانویه ۱۹۸۸  |
| ۵۰۳۰ | Gyldenkerne     | ۳ نوامبر ۱۹۸۸   |
| ۵۰۳۱ | Svejcar         | ۱۶ مارس ۱۹۹۰    |
| ۵۰۳۲ | Conradhirsh     | ۱۸ ژوئیه ۱۹۹۰   |
| ۵۰۳۳ | Mistral         | ۱۵ اوت ۱۹۹۰     |
| ۵۰۳۴ | Joeharrington   | ۷ اوت ۱۹۹۱      |
| ۵۰۳۵ | Swift           | ۱۸ اکتبر ۱۹۹۱   |
| ۵۰۳۶ | Tuttle          | ۳۱ اکتبر ۱۹۹۱   |
| ۵۰۳۷ | Habing          | ۲۴ سپتامبر ۱۹۶۰ |
| ۵۰۳۸ | Overbeek        | ۳۱ مه ۱۹۴۸      |
| ۵۰۳۹ | Rosenkavalier   | ۱۱ آوریل ۱۹۶۷   |
| ۵۰۴۰ | Rabinowitz      | ۱۵ سپتامبر ۱۹۷۲ |
| ۵۰۴۱ | Theotes         | ۱۹ سپتامبر ۱۹۷۳ |
| ۵۰۴۲ | Colpa           | ۲۰ ژوئن ۱۹۷۴    |
| ۵۰۴۳ | Zadornov        | ۱۹ سپتامبر ۱۹۷۴ |
| ۵۰۴۴ | Shestaka        | ۱۸ اوت ۱۹۷۷     |
| ۵۰۴۵ | Hoyin           | ۲۹ اکتبر ۱۹۷۸   |
| ۵۰۴۶ | Carletonmoore   | ۲۸ فوریه ۱۹۸۱   |
| ۵۰۴۷ | Zanda           | ۲ مارس ۱۹۸۱     |
| ۵۰۴۸ | Moriarty        | ۱ آوریل ۱۹۸۱    |
| ۵۰۴۹ | Sherlock        | ۲ نوامبر ۱۹۸۱   |
| ۵۰۵۰ | Doctorwatson    | ۱۴ سپتامبر ۱۹۸۳ |
| ۵۰۵۱ | Ralph           | ۲۴ سپتامبر ۱۹۸۴ |
| ۵۰۵۲ | Nancyruth       | ۲۳ اکتبر ۱۹۸۴   |
| ۵۰۵۳ | Chladni         | ۲۲ مارس ۱۹۸۵    |
| ۵۰۵۴ | Keil            | ۱۲ ژانویه ۱۹۸۶  |
| ۵۰۵۵ | Opekushin       | ۱۳ اوت ۱۹۸۶     |
| ۵۰۵۶ | Rahua           | ۹ سپتامبر ۱۹۸۶  |
| ۵۰۵۷ | 1987 DC6        | ۲۲ فوریه ۱۹۸۷   |
| ۵۰۵۸ | Tarrega         | ۲۸ ژوئیه ۱۹۸۷   |
| ۵۰۵۹ | Saroma          | ۱۱ ژانویه ۱۹۸۸  |
| ۵۰۶۰ | Yoneta          | ۲۴ ژانویه ۱۹۸۸  |
| ۵۰۶۱ | McIntosh        | ۲۲ فوریه ۱۹۸۸   |
| ۵۰۶۲ | Glennmiller     | ۶ فوریه ۱۹۸۹    |
| ۵۰۶۳ | Monteverdi      | ۲ فوریه ۱۹۸۹    |
| ۵۰۶۴ | Tanchozuru      | ۱۶ مارس ۱۹۹۰    |
| ۵۰۶۵ | Johnstone       | ۲۴ مارس ۱۹۹۰    |
| ۵۰۶۶ | Garradd         | ۲۲ ژوئن ۱۹۹۰    |
| ۵۰۶۷ | Occidental      | ۱۹ ژوئیه ۱۹۹۰   |
| ۵۰۶۸ | Cragg           | ۹ اکتبر ۱۹۹۰    |
| ۵۰۶۹ | Tokeidai        | ۱۶ اوت ۱۹۹۱     |
| ۵۰۷۰ | Arai            | ۹ دسامبر ۱۹۹۱   |
| ۵۰۷۱ | Schoenmaker     | ۳۰ سپتامبر ۱۹۷۳ |
| ۵۰۷۲ | Hioki           | ۹ اکتبر ۱۹۳۱    |
| ۵۰۷۳ | Junttura        | ۳ مارس ۱۹۴۳     |
| ۵۰۷۴ | Goetzoertel     | ۲۴ اوت ۱۹۴۹     |
| ۵۰۷۵ | Goryachev       | ۱۳ اکتبر ۱۹۶۹   |
| ۵۰۷۶ | Lebedev-Kumach  | ۲۶ سپتامبر ۱۹۷۳ |
| ۵۰۷۷ | Favaloro        | ۱۷ ژوئن ۱۹۷۴    |
| ۵۰۷۸ | Solovjev-Sedoj  | ۱۹ سپتامبر ۱۹۷۴ |
| ۵۰۷۹ | Brubeck         | ۱۶ فوریه ۱۹۷۵   |
| ۵۰۸۰ | Oja             | ۲ مارس ۱۹۷۶     |
| ۵۰۸۱ | Sanguin         | ۱۸ نوامبر ۱۹۷۶  |
| ۵۰۸۲ | Nihonsyoki      | ۱۸ فوریه ۱۹۷۷   |
| ۵۰۸۳ | Irinara         | ۱۳ مارس ۱۹۷۷    |
| ۵۰۸۴ | Gnedin          | ۲۶ مارس ۱۹۷۷    |
| ۵۰۸۵ | Hippocrene      | ۱۴ ژوئیه ۱۹۷۷   |
| ۵۰۸۶ | Demin           | ۵ سپتامبر ۱۹۷۸  |
| ۵۰۸۷ | Emelʹyanov      | ۱۲ سپتامبر ۱۹۷۸ |
| ۵۰۸۸ | Tancredi        | ۲۲ اوت ۱۹۷۹     |
| ۵۰۸۹ | Nadherna        | ۲۵ سپتامبر ۱۹۷۹ |
| ۵۰۹۰ | Wyeth           | ۹ فوریه ۱۹۸۰    |
| ۵۰۹۱ | Isakovskij      | ۲۵ سپتامبر ۱۹۸۱ |
| ۵۰۹۲ | Manara          | ۲۱ مارس ۱۹۸۲    |
| ۵۰۹۳ | Svirelia        | ۱۴ اکتبر ۱۹۸۲   |
| ۵۰۹۴ | Seryozha        | ۲۰ اکتبر ۱۹۸۲   |
| ۵۰۹۵ | Escalante       | ۱۰ ژوئیه ۱۹۸۳   |
| ۵۰۹۶ | Luzin           | ۵ سپتامبر ۱۹۸۳  |
| ۵۰۹۷ | Axford          | ۱۲ اکتبر ۱۹۸۳   |
| ۵۰۹۸ | 1985 CH2        | ۱۴ فوریه ۱۹۸۵   |
| ۵۰۹۹ | 1985 DY1        | ۱۶ فوریه ۱۹۸۵   |
| ۵۱۰۰ | Pasachoff       | ۱۵ آوریل ۱۹۸۵   |
| ۵۱۰۱ | Akhmerov        | ۲۲ اکتبر ۱۹۸۵   |
| ۵۱۰۲ | Benfranklin     | ۲ سپتامبر ۱۹۸۶  |
| ۵۱۰۳ | Divis           | ۴ سپتامبر ۱۹۸۶  |
| ۵۱۰۴ | Skripnichenko   | ۷ سپتامبر ۱۹۸۶  |
| ۵۱۰۵ | Westerhout      | ۴ اکتبر ۱۹۸۶    |
| ۵۱۰۶ | Mortensen       | ۱۹ فوریه ۱۹۸۷   |
| ۵۱۰۷ | 1987 DS6        | ۲۴ فوریه ۱۹۸۷   |
| ۵۱۰۸ | Lubeck          | ۲۱ اوت ۱۹۸۷     |
| ۵۱۰۹ | Robertmiller    | ۱۳ سپتامبر ۱۹۸۷ |
| ۵۱۱۰ | Belgirate       | ۱۹ سپتامبر ۱۹۸۷ |
| ۵۱۱۱ | Jacliff         | ۲۹ سپتامبر ۱۹۸۷ |
| ۵۱۱۲ | Kusaji          | ۲۳ سپتامبر ۱۹۸۷ |
| ۵۱۱۳ | Kohno           | ۱۹ ژانویه ۱۹۸۸  |
| ۵۱۱۴ | Yezo            | ۱۵ فوریه ۱۹۸۸   |
| ۵۱۱۵ | Frimout         | ۱۳ فوریه ۱۹۸۸   |
| ۵۱۱۶ | Korsor          | ۱۳ مارس ۱۹۸۸    |
| ۵۱۱۷ | Mokotoyama      | ۸ آوریل ۱۹۸۸    |
| ۵۱۱۸ | Elnapoul        | ۷ سپتامبر ۱۹۸۸  |
| ۵۱۱۹ | 1988 RA1        | ۸ سپتامبر ۱۹۸۸  |
| ۵۱۲۰ | Bitias          | ۱۳ اکتبر ۱۹۸۸   |
| ۵۱۲۱ | Numazawa        | ۱۵ ژانویه ۱۹۸۹  |
| ۵۱۲۲ | Mucha           | ۳ ژانویه ۱۹۸۹   |
| ۵۱۲۲ | 1989 BL         | ۲۸ ژانویه ۱۹۸۹  |
| ۵۱۲۴ | Muraoka         | ۴ فوریه ۱۹۸۹    |
| ۵۱۲۵ | Okushiri        | ۱۰ فوریه ۱۹۸۹   |
| ۵۱۲۶ | Achaemenides    | ۱ فوریه ۱۹۸۹    |
| ۵۱۲۷ | Bruhns          | ۴ فوریه ۱۹۸۹    |
| ۵۱۲۸ | Wakabayashi     | ۳۰ مارس ۱۹۸۹    |
| ۵۱۲۹ | Groom           | ۷ آوریل ۱۹۸۹    |
| ۵۱۳۰ | Ilioneus        | ۳۰ سپتامبر ۱۹۸۹ |
| ۵۱۳۰ | 1990 BG         | ۲۱ ژانویه ۱۹۹۰  |
| ۵۱۳۲ | Maynard         | ۲۲ ژوئن ۱۹۹۰    |
| ۵۱۳۳ | Phillipadams    | ۱۲ اوت ۱۹۹۰     |
| ۵۱۳۴ | Ebilson         | ۱۷ سپتامبر ۱۹۹۰ |
| ۵۱۳۵ | Nibutani        | ۱۶ اکتبر ۱۹۹۰   |
| ۵۱۳۶ | Baggaley        | ۲۰ اکتبر ۱۹۹۰   |
| ۵۱۳۷ | Frevert         | ۸ نوامبر ۱۹۹۰   |
| ۵۱۳۸ | Gyoda           | ۱۳ نوامبر ۱۹۹۰  |
| ۵۱۳۹ | Rumoi           | ۱۳ نوامبر ۱۹۹۰  |
| ۵۱۴۰ | Kida            | ۸ دسامبر ۱۹۹۰   |
| ۵۱۴۱ | Tachibana       | ۱۶ دسامبر ۱۹۹۰  |
| ۵۱۴۲ | Okutama         | ۱۸ دسامبر ۱۹۹۰  |
| ۵۱۴۳ | Heracles        | ۷ نوامبر ۱۹۹۱   |
| ۵۱۴۴ | Achates         | ۲ دسامبر ۱۹۹۱   |
| ۵۱۴۵ | Pholus          | ۹ ژانویه ۱۹۹۲   |
| ۵۱۴۶ | Moiwa           | ۲۸ ژانویه ۱۹۹۲  |
| ۵۱۴۷ | Maruyama        | ۲۸ ژانویه ۱۹۹۲  |
| ۵۱۴۸ | Giordano        | ۱۷ اکتبر ۱۹۶۰   |
| ۵۱۴۹ | Leibniz         | ۲۴ سپتامبر ۱۹۶۰ |
| ۵۱۵۰ | Fellini         | ۱۷ اکتبر ۱۹۶۰   |
| ۵۱۵۱ | Weerstra        | ۲۹ سپتامبر ۱۹۷۳ |
| ۵۱۵۲ | Labs            | ۱۸ اکتبر ۱۹۳۱   |
| ۵۱۵۲ | 1940 GO         | ۹ آوریل ۱۹۴۰    |
| ۵۱۵۴ | Leonov          | ۸ اکتبر ۱۹۶۹    |
| ۵۱۵۵ | Denisyuk        | ۱۸ آوریل ۱۹۷۲   |
| ۵۱۵۶ | Golant          | ۱۸ مه ۱۹۷۲      |
| ۵۱۵۷ | Hindemith       | ۲۷ اکتبر ۱۹۷۳   |
| ۵۱۵۸ | Ogarev          | ۱۶ دسامبر ۱۹۷۶  |
| ۵۱۵۹ | Burbine         | ۹ سپتامبر ۱۹۷۷  |
| ۵۱۶۰ | Camoes          | ۲۳ دسامبر ۱۹۷۹  |
| ۵۱۶۱ | Wightman        | ۹ اکتبر ۱۹۸۰    |
| ۵۱۶۲ | Piemonte        | ۱۸ ژانویه ۱۹۸۲  |
| ۵۱۶۳ | 1983 TD2        | ۹ اکتبر ۱۹۸۳    |
| ۵۱۶۴ | Mullo           | ۲۰ نوامبر ۱۹۸۴  |
| ۵۱۶۵ | Videnom         | ۱۱ فوریه ۱۹۸۵   |
| ۵۱۶۶ | Olson           | ۲۲ مارس ۱۹۸۵    |
| ۵۱۶۷ | Joeharms        | ۱۱ آوریل ۱۹۸۵   |
| ۵۱۶۸ | Jenner          | ۶ مارس ۱۹۸۶     |
| ۵۱۶۹ | Duffell         | ۶ سپتامبر ۱۹۸۶  |
| ۵۱۷۰ | Sissons         | ۳ مارس ۱۹۸۷     |
| ۵۱۷۱ | Augustesen      | ۲۵ سپتامبر ۱۹۸۷ |
| ۵۱۷۲ | Yoshiyuki       | ۲۸ اکتبر ۱۹۸۷   |
| ۵۱۷۳ | Stjerneborg     | ۱۳ مارس ۱۹۸۸    |
| ۵۱۷۴ | Okugi           | ۱۶ آوریل ۱۹۸۸   |
| ۵۱۷۵ | Ables           | ۴ نوامبر ۱۹۸۸   |
| ۵۱۷۶ | Yoichi          | ۴ ژانویه ۱۹۸۹   |
| ۵۱۷۷ | Hugowolf        | ۱۰ ژانویه ۱۹۸۹  |
| ۵۱۷۸ | Pattazhy        | ۱ فوریه ۱۹۸۹    |
| ۵۱۷۹ | Takeshima       | ۱ مارس ۱۹۸۹     |
| ۵۱۸۰ | Ohno            | ۶ آوریل ۱۹۸۹    |
| ۵۱۸۱ | SURF            | ۷ آوریل ۱۹۸۹    |
| ۵۱۸۲ | Bray            | ۱ ژوئیه ۱۹۸۹    |
| ۵۱۸۳ | Robyn           | ۲۲ ژوئیه ۱۹۹۰   |
| ۵۱۸۴ | Cavaille-Coll   | ۱۶ اوت ۱۹۹۰     |
| ۵۱۸۵ | Alerossi        | ۱۵ سپتامبر ۱۹۹۰ |
| ۵۱۸۶ | Donalu          | ۲۲ سپتامبر ۱۹۹۰ |
| ۵۱۸۷ | Domon           | ۱۵ اکتبر ۱۹۹۰   |
| ۵۱۸۸ | Paine           | ۱۵ اکتبر ۱۹۹۰   |
| ۵۱۸۸ | 1990 UQ         | ۲۰ اکتبر ۱۹۹۰   |
| ۵۱۹۰ | 1990 UR2        | ۱۶ اکتبر ۱۹۹۰   |
| ۵۱۹۱ | 1990 VO3        | ۱۳ نوامبر ۱۹۹۰  |
| ۵۱۹۲ | Yabuki          | ۴ فوریه ۱۹۹۱    |
| ۵۱۹۳ | Tanakawataru    | ۷ مارس ۱۹۹۲     |
| ۵۱۹۴ | Bottger         | ۲۴ سپتامبر ۱۹۶۰ |
| ۵۱۹۵ | Kaendler        | ۲۶ مارس ۱۹۷۱    |
| ۵۱۹۶ | Bustelli        | ۳۰ سپتامبر ۱۹۷۳ |
| ۵۱۹۷ | Rottmann        | ۲۹ سپتامبر ۱۹۷۳ |
| ۵۱۹۸ | Fongyunwah      | ۱۶ ژانویه ۱۹۷۵  |
| ۵۱۹۹ | Dortmund        | ۷ سپتامبر ۱۹۸۱  |
| ۵۲۰۰ | Pamal           | ۱۱ فوریه ۱۹۸۳   |
| ۵۲۰۱ | Ferraz-Mello    | ۱ دسامبر ۱۹۸۳   |
| ۵۲۰۱ | 1983 XX         | ۵ دسامبر ۱۹۸۳   |
| ۵۲۰۳ | Pavarotti       | ۲۷ سپتامبر ۱۹۸۴ |
| ۵۲۰۴ | Herakleitos     | ۱۱ فوریه ۱۹۸۸   |
| ۵۲۰۵ | 1988 CU7        | ۱۱ فوریه ۱۹۸۸   |
| ۵۲۰۶ | Kodomonomori    | ۷ مارس ۱۹۸۸     |
| ۵۲۰۷ | Hearnshaw       | ۱۵ آوریل ۱۹۸۸   |
| ۵۲۰۸ | Royer           | ۶ فوریه ۱۹۸۹    |
| ۵۲۰۹ | 1989 CW1        | ۱۳ فوریه ۱۹۸۹   |
| ۵۲۱۰ | Saint-Saens     | ۷ مارس ۱۹۸۹     |
| ۵۲۱۱ | Stevenson       | ۸ ژوئیه ۱۹۸۹    |
| ۵۲۱۱ | 1989 SS         | ۲۹ سپتامبر ۱۹۸۹ |
| ۵۲۱۳ | Takahashi       | ۱۸ مارس ۱۹۹۰    |
| ۵۲۱۴ | Oozora          | ۱۳ نوامبر ۱۹۹۰  |
| ۵۲۱۵ | Tsurui          | ۹ ژانویه ۱۹۹۱   |
| ۵۲۱۵ | 1941 HA         | ۱۶ آوریل ۱۹۴۱   |
| ۵۲۱۷ | Chaozhou        | ۱۳ فوریه ۱۹۶۶   |
| ۵۲۱۸ | Kutsak          | ۹ اکتبر ۱۹۶۹    |
| ۵۲۱۹ | Zemka           | ۲ آوریل ۱۹۷۶    |
| ۵۲۲۰ | Vika            | ۲۳ سپتامبر ۱۹۷۹ |
| ۵۲۲۱ | Fabribudweis    | ۱۶ مارس ۱۹۸۰    |
| ۵۲۲۲ | Ioffe           | ۱۱ اکتبر ۱۹۸۰   |
| ۵۲۲۳ | McSween         | ۶ مارس ۱۹۸۱     |
| ۵۲۲۴ | Abbe            | ۲۱ فوریه ۱۹۸۲   |
| ۵۲۲۵ | Loral           | ۱۲ اکتبر ۱۹۸۳   |
| ۵۲۲۶ | Pollack         | ۲۸ نوامبر ۱۹۸۳  |
| ۵۲۲۶ | 1986 PE         | ۴ اوت ۱۹۸۶      |
| ۵۲۲۸ | Maca            | ۳ نوامبر ۱۹۸۶   |
| ۵۲۲۹ | 1987 DE6        | ۲۳ فوریه ۱۹۸۷   |
| ۵۲۳۰ | Asahina         | ۱۰ مارس ۱۹۸۸    |
| ۵۲۳۱ | Verne           | ۹ مه ۱۹۸۸       |
| ۵۲۳۲ | Jordaens        | ۱۴ اوت ۱۹۸۸     |
| ۵۲۳۳ | 1988 RL10       | ۱۴ سپتامبر ۱۹۸۸ |
| ۵۲۳۴ | Sechenov        | ۴ نوامبر ۱۹۸۹   |
| ۵۲۳۵ | Jean-Loup       | ۱۶ سپتامبر ۱۹۹۰ |
| ۵۲۳۶ | Yoko            | ۱۰ اکتبر ۱۹۹۰   |
| ۵۲۳۷ | Yoshikawa       | ۲۶ اکتبر ۱۹۹۰   |
| ۵۲۳۸ | Naozane         | ۱۳ نوامبر ۱۹۹۰  |
| ۵۲۳۹ | Reiki           | ۱۴ نوامبر ۱۹۹۰  |
| ۵۲۴۰ | Kwasan          | ۷ دسامبر ۱۹۹۰   |
| ۵۲۴۰ | 1990 YL         | ۲۳ دسامبر ۱۹۹۰  |
| ۵۲۴۲ | Kenreimonin     | ۱۸ ژانویه ۱۹۹۱  |
| ۵۲۴۳ | Clasien         | ۲۹ سپتامبر ۱۹۷۳ |
| ۵۲۴۴ | Amphilochos     | ۲۹ سپتامبر ۱۹۷۳ |
| ۵۲۴۵ | Maslyakov       | ۱ آوریل ۱۹۷۶    |
| ۵۲۴۶ | Migliorini      | ۲۶ ژوئیه ۱۹۷۹   |
| ۵۲۴۷ | Krylov          | ۲۰ اکتبر ۱۹۸۲   |
| ۵۲۴۸ | Scardia         | ۶ آوریل ۱۹۸۳    |
| ۵۲۴۹ | Giza            | ۱۸ آوریل ۱۹۸۳   |
| ۵۲۵۰ | Jas             | ۲۱ اوت ۱۹۸۴     |
| ۵۲۵۱ | Bradwood        | ۱۸ مه ۱۹۸۵      |
| ۵۲۵۲ | Vikrymov        | ۱۳ اوت ۱۹۸۵     |
| ۵۲۵۲ | 1985 XB         | ۱۵ دسامبر ۱۹۸۵  |
| ۵۲۵۴ | Ulysses         | ۷ نوامبر ۱۹۸۶   |
| ۵۲۵۵ | Johnsophie      | ۱۹ مه ۱۹۸۸      |
| ۵۲۵۶ | Farquhar        | ۱۱ ژوئیه ۱۹۸۸   |
| ۵۲۵۷ | 1988 RS10       | ۱۴ سپتامبر ۱۹۸۸ |
| ۵۲۵۸ | 1989 AU1        | ۱ ژانویه ۱۹۸۹   |
| ۵۲۵۹ | Epeigeus        | ۳۰ ژانویه ۱۹۸۹  |
| ۵۲۶۰ | Philveron       | ۲ سپتامبر ۱۹۸۹  |
| ۵۲۶۱ | Eureka          | ۲۰ ژوئن ۱۹۹۰    |
| ۵۲۶۲ | Brucegoldberg   | ۱۴ دسامبر ۱۹۹۰  |
| ۵۲۶۳ | Arrius          | ۱۳ آوریل ۱۹۹۱   |
| ۵۲۶۴ | Telephus        | ۱۷ مه ۱۹۹۱      |
| ۵۲۶۵ | Schadow         | ۲۴ سپتامبر ۱۹۶۰ |
| ۵۲۶۶ | Rauch           | ۲۹ سپتامبر ۱۹۷۳ |
| ۵۲۶۶ | 1966 CF         | ۱۳ فوریه ۱۹۶۶   |
| ۵۲۶۸ | 1971 US1        | ۲۶ اکتبر ۱۹۷۱   |
| ۵۲۶۹ | Paustovskij     | ۲۸ سپتامبر ۱۹۷۸ |
| ۵۲۷۰ | Kakabadze       | ۱۹ مه ۱۹۷۹      |
| ۵۲۷۱ | 1979 MH7        | ۲۵ ژوئن ۱۹۷۹    |
| ۵۲۷۲ | Dickinson       | ۳۰ اوت ۱۹۸۱     |
| ۵۲۷۳ | Peilisheng      | ۱۶ فوریه ۱۹۸۲   |
| ۵۲۷۴ | Degewij         | ۱۴ سپتامبر ۱۹۸۵ |
| ۵۲۷۵ | Zdislava        | ۲۸ اکتبر ۱۹۸۶   |
| ۵۲۷۶ | Gulkis          | ۱ آوریل ۱۹۸۷    |
| ۵۲۷۷ | Brisbane        | ۲۲ فوریه ۱۹۸۸   |
| ۵۲۷۸ | Polly           | ۱۲ مارس ۱۹۸۸    |
| ۵۲۷۹ | Arthuradel      | ۸ ژوئن ۱۹۸۸     |
| ۵۲۷۹ | 1988 PT         | ۱۱ اوت ۱۹۸۸     |
| ۵۲۸۱ | Lindstrom       | ۶ سپتامبر ۱۹۸۸  |
| ۵۲۸۲ | Yamatotakeru    | ۲ نوامبر ۱۹۸۸   |
| ۵۲۸۳ | Pyrrhus         | ۳۱ ژانویه ۱۹۸۹  |
| ۵۲۸۴ | Orsilocus       | ۱ فوریه ۱۹۸۹    |
| ۵۲۸۵ | Krethon         | ۹ مارس ۱۹۸۹     |
| ۵۲۸۶ | Haruomukai      | ۴ نوامبر ۱۹۸۹   |
| ۵۲۸۷ | Heishu          | ۲۰ نوامبر ۱۹۸۹  |
| ۵۲۸۸ | Nankichi        | ۳ دسامبر ۱۹۸۹   |
| ۵۲۸۹ | Niemela         | ۲۸ مه ۱۹۹۰      |
| ۵۲۹۰ | Langevin        | ۳۰ ژوئیه ۱۹۹۰   |
| ۵۲۹۱ | Yuuko           | ۲۰ دسامبر ۱۹۹۰  |
| ۵۲۹۲ | 1991 AJ1        | ۱۲ ژانویه ۱۹۹۱  |
| ۵۲۹۳ | Bentengahama    | ۲۳ ژانویه ۱۹۹۱  |
| ۵۲۹۴ | Onnetoh         | ۳ فوریه ۱۹۹۱    |
| ۵۲۹۵ | Masayo          | ۵ فوریه ۱۹۹۱    |
| ۵۲۹۶ | Friedrich       | ۱۷ اکتبر ۱۹۶۰   |
| ۵۲۹۷ | Schinkel        | ۲۹ سپتامبر ۱۹۷۳ |
| ۵۲۹۸ | Paraskevopoulos | ۷ اوت ۱۹۶۶      |
| ۵۲۹۹ | Bittesini       | ۸ ژوئن ۱۹۶۹     |
| ۵۳۰۰ | Sats            | ۱۹ سپتامبر ۱۹۷۴ |
| ۵۳۰۱ | Novobranets     | ۲۰ سپتامبر ۱۹۷۴ |
| ۵۳۰۲ | Romanoserra     | ۱۸ دسامبر ۱۹۷۶  |
| ۵۳۰۳ | Parijskij       | ۳ اکتبر ۱۹۷۸    |
| ۵۳۰۴ | Bazhenov        | ۲ اکتبر ۱۹۷۸    |
| ۵۳۰۵ | 1978 VS5        | ۷ نوامبر ۱۹۷۸   |
| ۵۳۰۶ | Fangfen         | ۲۵ ژانویه ۱۹۸۰  |
| ۵۳۰۷ | Paul-Andre      | ۳۰ دسامبر ۱۹۸۰  |
| ۵۳۰۸ | Hutchison       | ۲۸ فوریه ۱۹۸۱   |
| ۵۳۰۹ | MacPherson      | ۲ مارس ۱۹۸۱     |
| ۵۳۱۰ | Papike          | ۲ مارس ۱۹۸۱     |
| ۵۳۱۱ | 1981 GD1        | ۳ آوریل ۱۹۸۱    |
| ۵۳۱۲ | Schott          | ۳ نوامبر ۱۹۸۱   |
| ۵۳۱۳ | Nunes           | ۱۸ سپتامبر ۱۹۸۲ |
| ۵۳۱۴ | Wilkickia       | ۲۰ سپتامبر ۱۹۸۲ |
| ۵۳۱۵ | Balʹmont        | ۱۶ سپتامبر ۱۹۸۲ |
| ۵۳۱۶ | Filatov         | ۲۱ اکتبر ۱۹۸۲   |
| ۵۳۱۷ | Verolacqua      | ۱۱ فوریه ۱۹۸۳   |
| ۵۳۱۸ | Dientzenhofer   | ۲۱ آوریل ۱۹۸۵   |
| ۵۳۱۹ | Petrovskaya     | ۱۵ سپتامبر ۱۹۸۵ |
| ۵۳۲۰ | Lisbeth         | ۱۴ نوامبر ۱۹۸۵  |
| ۵۳۲۱ | Jagras          | ۱۴ نوامبر ۱۹۸۵  |
| ۵۳۲۲ | 1986 QB1        | ۲۶ اوت ۱۹۸۶     |
| ۵۳۲۳ | Fogh            | ۱۳ اکتبر ۱۹۸۶   |
| ۵۳۲۴ | Lyapunov        | ۲۲ سپتامبر ۱۹۸۷ |
| ۵۳۲۵ | Silver          | ۱۲ مه ۱۹۸۸      |
| ۵۳۲۶ | 1988 RT6        | ۸ سپتامبر ۱۹۸۸  |
| ۵۳۲۷ | 1989 EX1        | ۵ مارس ۱۹۸۹     |
| ۵۳۲۸ | Nisiyamakoiti   | ۲۶ اکتبر ۱۹۸۹   |
| ۵۳۲۹ | Decaro          | ۲۱ دسامبر ۱۹۸۹  |
| ۵۳۳۰ | Senrikyu        | ۲۱ ژانویه ۱۹۹۰  |
| ۵۳۳۱ | Erimomisaki     | ۲۷ ژانویه ۱۹۹۰  |
| ۵۳۳۲ | Davidaguilar    | ۱۶ فوریه ۱۹۹۰   |
| ۵۳۳۳ | Kanaya          | ۱۸ اکتبر ۱۹۹۰   |
| ۵۳۳۴ | Mishima         | ۸ فوریه ۱۹۹۱    |
| ۵۳۳۵ | Damocles        | ۱۸ فوریه ۱۹۹۱   |
| ۵۳۳۶ | 1991 JE1        | ۷ مه ۱۹۹۱       |
| ۵۳۳۷ | Aoki            | ۶ ژوئن ۱۹۹۱     |
| ۵۳۳۸ | Michelblanc     | ۱۳ سپتامبر ۱۹۹۱ |
| ۵۳۳۸ | 1992 CD         | ۴ فوریه ۱۹۹۲    |
| ۵۳۴۰ | Burton          | ۲۴ سپتامبر ۱۹۶۰ |
| ۵۳۴۱ | Purgathofer     | ۲۴ سپتامبر ۱۹۶۰ |
| ۵۳۴۱ | Purgathofer     | T-۲             |
| ۵۳۴۳ | Ryzhov          | ۲۳ سپتامبر ۱۹۷۷ |
| ۵۳۴۴ | Ryabov          | ۱ سپتامبر ۱۹۷۸  |
| ۵۳۴۵ | Boynton         | ۱ مارس ۱۹۸۱     |
| ۵۳۴۶ | 1981 QE3        | ۲۴ اوت ۱۹۸۱     |
| ۵۳۴۷ | 1985 DX2        | ۲۴ فوریه ۱۹۸۵   |
| ۵۳۴۷ | 1988 BB         | ۱۶ ژانویه ۱۹۸۸  |
| ۵۳۴۹ | Paulharris      | ۷ سپتامبر ۱۹۸۸  |
| ۵۳۵۰ | Epetersen       | ۳ آوریل ۱۹۸۹    |
| ۵۳۵۱ | Diderot         | ۲۶ سپتامبر ۱۹۸۹ |
| ۵۳۵۲ | Fujita          | ۲۷ دسامبر ۱۹۸۹  |
| ۵۳۵۲ | 1989 YT         | ۲۰ دسامبر ۱۹۸۹  |
| ۵۳۵۴ | Hisayo          | ۳۰ ژانویه ۱۹۹۰  |
| ۵۳۵۵ | Akihiro         | ۳ فوریه ۱۹۹۱    |
| ۵۳۵۶ | 1991 FF1        | ۲۱ مارس ۱۹۹۱    |
| ۵۳۵۶ | 1992 EL         | ۲ مارس ۱۹۹۲     |
| ۵۳۵۶ | 1992 QH         | ۲۶ اوت ۱۹۹۲     |
| ۵۳۵۹ | Markzakharov    | ۲۴ اوت ۱۹۷۴     |
| ۵۳۶۰ | Rozhdestvenskij | ۸ نوامبر ۱۹۷۵   |
| ۵۳۶۱ | Goncharov       | ۱۶ دسامبر ۱۹۷۶  |
| ۵۳۶۱ | 1978 CH         | ۲ فوریه ۱۹۷۸    |
| ۵۳۶۳ | Kupka           | ۱۹ اکتبر ۱۹۷۹   |
| ۵۳۶۴ | 1980 RC1        | ۲ سپتامبر ۱۹۸۰  |
| ۵۳۶۵ | Fievez          | ۷ مارس ۱۹۸۱     |
| ۵۳۶۶ | Rhianjones      | ۲ مارس ۱۹۸۱     |
| ۵۳۶۷ | Sollenberger    | ۱۳ اکتبر ۱۹۸۲   |
| ۵۳۶۸ | Vitagliano      | ۲۱ سپتامبر ۱۹۸۴ |
| ۵۳۶۹ | Virgiugum       | ۲۲ سپتامبر ۱۹۸۵ |
| ۵۳۷۰ | Taranis         | ۲ سپتامبر ۱۹۸۶  |
| ۵۳۷۱ | 1987 VG1        | ۱۵ نوامبر ۱۹۸۷  |
| ۵۳۷۲ | Bikki           | ۲۹ نوامبر ۱۹۸۷  |
| ۵۳۷۳ | 1988 VV3        | ۱۴ نوامبر ۱۹۸۸  |
| ۵۳۷۴ | Hokutosei       | ۴ ژانویه ۱۹۸۹   |
| ۵۳۷۵ | Siedentopf      | ۱۱ ژانویه ۱۹۸۹  |
| ۵۳۷۵ | 1990 DD         | ۱۶ فوریه ۱۹۹۰   |
| ۵۳۷۷ | Komori          | ۱۷ مارس ۱۹۹۱    |
| ۵۳۷۸ | Ellyett         | ۹ آوریل ۱۹۹۱    |
| ۵۳۷۹ | Abehiroshi      | ۱۶ آوریل ۱۹۹۱   |
| ۵۳۸۰ | Sprigg          | ۷ مه ۱۹۹۱       |
| ۵۳۸۱ | Sekhmet         | ۱۴ مه ۱۹۹۱      |
| ۵۳۸۲ | McKay           | ۸ مه ۱۹۹۱       |
| ۵۳۸۳ | Leavitt         | ۲۹ سپتامبر ۱۹۷۳ |
| ۵۳۸۴ | Changjiangcun   | ۱۱ نوامبر ۱۹۵۷  |
| ۵۳۸۵ | Kamenka         | ۳ اکتبر ۱۹۷۵    |
| ۵۳۸۶ | Bajaja          | ۱ اکتبر ۱۹۷۵    |
| ۵۳۸۷ | Casleo          | ۱۱ ژوئیه ۱۹۸۰   |
| ۵۳۸۸ | Mottola         | ۵ مارس ۱۹۸۱     |
| ۵۳۸۹ | Choikaiyau      | ۲۹ اکتبر ۱۹۸۱   |
| ۵۳۹۰ | Huichiming      | ۱۹ دسامبر ۱۹۸۱  |
| ۵۳۹۱ | Emmons          | ۱۳ سپتامبر ۱۹۸۵ |
| ۵۳۹۲ | Parker          | ۱۲ ژانویه ۱۹۸۶  |
| ۵۳۹۳ | Goldstein       | ۵ مارس ۱۹۸۶     |
| ۵۳۹۴ | Jurgens         | ۶ مارس ۱۹۸۶     |
| ۵۳۹۵ | Shosasaki       | ۱۴ سپتامبر ۱۹۸۸ |
| ۵۳۹۶ | 1988 SH1        | ۲۰ سپتامبر ۱۹۸۸ |
| ۵۳۹۷ | Vojislava       | ۱۴ نوامبر ۱۹۸۸  |
| ۵۳۹۸ | 1989 AK1        | ۱۳ ژانویه ۱۹۸۹  |
| ۵۳۹۹ | Awa             | ۲۹ ژانویه ۱۹۸۹  |
| ۵۳۹۹ | 1989 CM         | ۴ فوریه ۱۹۸۹    |
| ۵۴۰۱ | Minamioda       | ۶ مارس ۱۹۸۹     |
| ۵۴۰۲ | Kejosmith       | ۲۷ اکتبر ۱۹۸۹   |
| ۵۴۰۳ | Takachiho       | ۲۰ فوریه ۱۹۹۰   |
| ۵۴۰۴ | Uemura          | ۱۵ مارس ۱۹۹۱    |
| ۵۴۰۵ | Neverland       | ۱۱ آوریل ۱۹۹۱   |
| ۵۴۰۶ | Jonjoseph       | ۹ اوت ۱۹۹۱      |
| ۵۴۰۶ | 1992 AX         | ۴ ژانویه ۱۹۹۲   |
| ۵۴۰۸ | The             | ۲۵ مارس ۱۹۷۱    |
| ۵۴۰۹ | Saale           | ۳۰ سپتامبر ۱۹۶۲ |
| ۵۴۱۰ | Spivakov        | ۱۶ فوریه ۱۹۶۷   |
| ۵۴۱۱ | Liia            | ۲ ژانویه ۱۹۷۳   |
| ۵۴۱۲ | Rou             | ۲۵ سپتامبر ۱۹۷۳ |
| ۵۴۱۳ | Smyslov         | ۱۳ مارس ۱۹۷۷    |
| ۵۴۱۴ | Sokolov         | ۱۱ سپتامبر ۱۹۷۷ |
| ۵۴۱۵ | Lyanzuridi      | ۳ اکتبر ۱۹۷۸    |
| ۵۴۱۶ | Estremadoyro    | ۷ نوامبر ۱۹۷۸   |
| ۵۴۱۷ | Solovaya        | ۲۴ اوت ۱۹۸۱     |
| ۵۴۱۸ | Joyce           | ۲۹ اوت ۱۹۸۱     |
| ۵۴۱۹ | Benua           | ۲۹ سپتامبر ۱۹۸۱ |
| ۵۴۲۰ | Jancis          | ۱۵ مه ۱۹۸۲      |
| ۵۴۲۱ | Ulanova         | ۱۴ اکتبر ۱۹۸۲   |
| ۵۴۲۲ | Hodgkin         | ۲۳ دسامبر ۱۹۸۲  |
| ۵۴۲۲ | 1983 DC         | ۱۶ فوریه ۱۹۸۳   |
| ۵۴۲۴ | Covington       | ۱۲ اکتبر ۱۹۸۳   |
| ۵۴۲۵ | Vojtech         | ۲۰ سپتامبر ۱۹۸۴ |
| ۵۴۲۶ | Sharp           | ۱۶ فوریه ۱۹۸۵   |
| ۵۴۲۷ | Jensmartin      | ۱۳ مه ۱۹۸۶      |
| ۵۴۲۸ | 1987 RA1        | ۱۳ سپتامبر ۱۹۸۷ |
| ۵۴۲۹ | 1988 BZ1        | ۲۵ ژانویه ۱۹۸۸  |
| ۵۴۳۰ | Luu             | ۱۲ مه ۱۹۸۸      |
| ۵۴۳۱ | Maxinehelin     | ۱۹ ژوئن ۱۹۸۸    |
| ۵۴۳۲ | Imakiire        | ۳ نوامبر ۱۹۸۸   |
| ۵۴۳۳ | Kairen          | ۱۰ نوامبر ۱۹۸۸  |
| ۵۴۳۳ | 1989 ES         | ۶ مارس ۱۹۸۹     |
| ۵۴۳۵ | Kameoka         | ۲۱ ژانویه ۱۹۹۰  |
| ۵۴۳۶ | Eumelos         | ۲۰ فوریه ۱۹۹۰   |
| ۵۴۳۷ | 1990 DU3        | ۲۶ فوریه ۱۹۹۰   |
| ۵۴۳۸ | Lorre           | ۱۸ اوت ۱۹۹۰     |
| ۵۴۳۹ | Couturier       | ۱۴ سپتامبر ۱۹۹۰ |
| ۵۴۴۰ | Terao           | ۱۶ آوریل ۱۹۹۱   |
| ۵۴۴۱ | 1991 JZ1        | ۸ مه ۱۹۹۱       |
| ۵۴۴۲ | Drossart        | ۱۲ ژوئیه ۱۹۹۱   |
| ۵۴۴۳ | Encrenaz        | ۱۴ ژوئیه ۱۹۹۱   |
| ۵۴۴۴ | Gautier         | ۵ اوت ۱۹۹۱      |
| ۵۴۴۵ | Williwaw        | ۷ اوت ۱۹۹۱      |
| ۵۴۴۶ | Heyler          | ۵ اوت ۱۹۹۱      |
| ۵۴۴۷ | Lallement       | ۶ اوت ۱۹۹۱      |
| ۵۴۴۸ | Siebold         | ۲۶ سپتامبر ۱۹۹۲ |
| ۵۴۴۹ | 1992 US5        | ۲۸ اکتبر ۱۹۹۲   |
| ۵۴۵۰ | Sokrates        | ۲۴ سپتامبر ۱۹۶۰ |
| ۵۴۵۱ | Plato           | ۲۴ سپتامبر ۱۹۶۰ |
| ۵۴۵۱ | 1937 NN         | ۵ ژوئیه ۱۹۳۷    |
| ۵۴۵۳ | Zakharchenya    | ۳ نوامبر ۱۹۷۵   |
| ۵۴۵۴ | Kojiki          | ۱۲ مارس ۱۹۷۷    |
| ۵۴۵۵ | Surkov          | ۱۳ سپتامبر ۱۹۷۸ |
| ۵۴۵۶ | Merman          | ۲۵ آوریل ۱۹۷۹   |
| ۵۴۵۷ | Queen's         | ۹ اکتبر ۱۹۸۰    |
| ۵۴۵۸ | Aizman          | ۱۰ اکتبر ۱۹۸۰   |
| ۵۴۵۹ | Saraburger      | ۲۶ اوت ۱۹۸۱     |
| ۵۴۶۰ | Tsénaatʼaʼí     | ۱۲ ژانویه ۱۹۸۳  |
| ۵۴۶۱ | Autumn          | ۱۸ آوریل ۱۹۸۳   |
| ۵۴۶۲ | 1984 SX5        | ۲۱ سپتامبر ۱۹۸۴ |
| ۵۴۶۳ | Danwelcher      | ۱۵ اکتبر ۱۹۸۵   |
| ۵۴۶۴ | Weller          | ۷ نوامبر ۱۹۸۵   |
| ۵۴۶۵ | Chumakov        | ۹ سپتامبر ۱۹۸۶  |
| ۵۴۶۶ | Makibi          | ۳۰ نوامبر ۱۹۸۶  |
| ۵۴۶۶ | 1988 AG         | ۱۱ ژانویه ۱۹۸۸  |
| ۵۴۶۸ | Hamatonbetsu    | ۱۶ ژانویه ۱۹۸۸  |
| ۵۴۶۹ | 1988 BK4        | ۲۱ ژانویه ۱۹۸۸  |
| ۵۴۷۰ | Kurtlindstrom   | ۲۸ ژانویه ۱۹۸۸  |
| ۵۴۷۱ | Tunguska        | ۱۳ اوت ۱۹۸۸     |
| ۵۴۷۱ | 1988 RR         | ۱۳ سپتامبر ۱۹۸۸ |
| ۵۴۷۳ | Yamanashi       | ۵ نوامبر ۱۹۸۸   |
| ۵۴۷۴ | Gingasen        | ۳ دسامبر ۱۹۸۸   |
| ۵۴۷۴ | 1989 QO         | ۲۶ اوت ۱۹۸۹     |
| ۵۴۷۶ | 1989 TO11       | ۲ اکتبر ۱۹۸۹    |
| ۵۴۷۷ | 1989 UH2        | ۲۷ اکتبر ۱۹۸۹   |
| ۵۴۷۸ | Wartburg        | ۲۳ اکتبر ۱۹۸۹   |
| ۵۴۷۹ | Grahamryder     | ۳۰ اکتبر ۱۹۸۹   |
| ۵۴۸۰ | 1989 YK8        | ۲۳ دسامبر ۱۹۸۹  |
| ۵۴۸۱ | Kiuchi          | ۱۵ فوریه ۱۹۹۰   |
| ۵۴۸۱ | 1990 DX         | ۲۷ فوریه ۱۹۹۰   |
| ۵۴۸۳ | Cherkashin      | ۱۷ اکتبر ۱۹۹۰   |
| ۵۴۸۴ | Inoda           | ۷ نوامبر ۱۹۹۰   |
| ۵۴۸۵ | Kaula           | ۱۱ سپتامبر ۱۹۹۱ |
| ۵۴۸۶ | 1991 UT2        | ۳۱ اکتبر ۱۹۹۱   |
| ۵۴۸۷ | 1991 UM4        | ۱۸ اکتبر ۱۹۹۱   |
| ۵۴۸۸ | Kiyosato        | ۱۳ نوامبر ۱۹۹۱  |
| ۵۴۸۹ | Oberkochen      | ۱۷ ژانویه ۱۹۹۳  |
| ۵۴۹۰ | Burbidge        | ۲۴ سپتامبر ۱۹۶۰ |
| ۵۴۹۱ | Kaulbach        | ۲۶ مارس ۱۹۷۱    |
| ۵۴۹۲ | Thoma           | ۲۶ مارس ۱۹۷۱    |
| ۵۴۹۳ | Spitzweg        | ۲۴ سپتامبر ۱۹۷۳ |
| ۵۴۹۴ | Johanmohr       | ۱۹ اکتبر ۱۹۳۳   |
| ۵۴۹۵ | Rumyantsev      | ۶ سپتامبر ۱۹۷۲  |
| ۵۴۹۵ | 1973 NA         | ۴ ژوئیه ۱۹۷۳    |
| ۵۴۹۷ | Sararussell     | ۳۰ سپتامبر ۱۹۷۵ |
| ۵۴۹۸ | Gustafsson      | ۱۶ مارس ۱۹۸۰    |
| ۵۴۹۹ | 1981 SU2        | ۲۹ سپتامبر ۱۹۸۱ |
| ۵۵۰۰ | Twilley         | ۲۴ نوامبر ۱۹۸۱  |
| ۵۵۰۱ | 1982 FF2        | ۳۰ مارس ۱۹۸۲    |
| ۵۵۰۲ | Brashear        | ۱ مارس ۱۹۸۴     |
| ۵۵۰۳ | 1985 CE2        | ۱۳ فوریه ۱۹۸۵   |
| ۵۵۰۴ | Lanzerotti      | ۲۲ مارس ۱۹۸۵    |
| ۵۵۰۵ | Rundetaarn      | ۶ نوامبر ۱۹۸۶   |
| ۵۵۰۶ | 1987 SV11       | ۲۴ سپتامبر ۱۹۸۷ |
| ۵۵۰۷ | Niijima         | ۲۱ اکتبر ۱۹۸۷   |
| ۵۵۰۸ | Gomyou          | ۹ مارس ۱۹۸۸     |
| ۵۵۰۹ | Rennsteig       | ۸ سپتامبر ۱۹۸۸  |
| ۵۵۱۰ | 1988 RF7        | ۲ سپتامبر ۱۹۸۸  |
| ۵۵۱۱ | Cloanthus       | ۸ اکتبر ۱۹۸۸    |
| ۵۵۱۲ | 1988 VD7        | ۱۰ نوامبر ۱۹۸۸  |
| ۵۵۱۳ | Yukio           | ۲۷ نوامبر ۱۹۸۸  |
| ۵۵۱۴ | 1989 BN1        | ۲۹ ژانویه ۱۹۸۹  |
| ۵۵۱۵ | 1989 EL1        | ۵ مارس ۱۹۸۹     |
| ۵۵۱۶ | Jawilliamson    | ۲ مه ۱۹۸۹       |
| ۵۵۱۷ | Johnerogers     | ۴ ژوئن ۱۹۸۹     |
| ۵۵۱۸ | Mariobotta      | ۳۰ دسامبر ۱۹۸۹  |
| ۵۵۱۹ | Lellouch        | ۲۳ اوت ۱۹۹۰     |
| ۵۵۲۰ | Natori          | ۱۲ سپتامبر ۱۹۹۰ |
| ۵۵۲۱ | Morpurgo        | ۱۵ اوت ۱۹۹۱     |
| ۵۵۲۱ | Morpurgo        | PJ۵             |
| ۵۵۲۳ | Luminet         | ۵ اوت ۱۹۹۱      |
| ۵۵۲۴ | Lecacheux       | ۱۵ سپتامبر ۱۹۹۱ |
| ۵۵۲۵ | 1991 TS4        | ۱۵ اکتبر ۱۹۹۱   |
| ۵۵۲۶ | Kenzo           | ۱۸ اکتبر ۱۹۹۱   |
| ۵۵۲۷ | 1991 UQ3        | ۳۱ اکتبر ۱۹۹۱   |
| ۵۵۲۷ | 1992 AJ         | ۲ ژانویه ۱۹۹۲   |
| ۵۵۲۹ | Perry           | ۲۴ سپتامبر ۱۹۶۰ |
| ۵۵۳۰ | Eisinga         | ۲۴ سپتامبر ۱۹۶۰ |
| ۵۵۳۱ | Carolientje     | ۲۹ سپتامبر ۱۹۷۳ |
| ۵۵۳۲ | Ichinohe        | ۱۴ فوریه ۱۹۳۲   |
| ۵۵۳۳ | Bagrov          | ۲۱ سپتامبر ۱۹۳۵ |
| ۵۵۳۳ | 1941 UN         | ۱۵ اکتبر ۱۹۴۱   |
| ۵۵۳۵ | Annefrank       | ۲۳ مارس ۱۹۴۲    |
| ۵۵۳۶ | Honeycutt       | ۲۳ اوت ۱۹۵۵     |
| ۵۵۳۷ | 1964 TA2        | ۹ اکتبر ۱۹۶۴    |
| ۵۵۳۸ | Luichewoo       | ۹ اکتبر ۱۹۶۴    |
| ۵۵۳۹ | Limporyen       | ۱۶ اکتبر ۱۹۶۵   |
| ۵۵۴۰ | Smirnova        | ۳۰ اوت ۱۹۷۱     |
| ۵۵۴۱ | Seimei          | ۲۲ اکتبر ۱۹۷۶   |
| ۵۵۴۲ | Moffatt         | ۶ اوت ۱۹۷۸      |
| ۵۵۴۳ | Sharaf          | ۳ اکتبر ۱۹۷۸    |
| ۵۵۴۴ | Kazakov         | ۲ اکتبر ۱۹۷۸    |
| ۵۵۴۵ | Makarov         | ۱ نوامبر ۱۹۷۸   |
| ۵۵۴۶ | Salavat         | ۱۸ دسامبر ۱۹۷۹  |
| ۵۵۴۷ | Acadiau         | ۱۱ ژوئن ۱۹۸۰    |
| ۵۵۴۸ | Thosharriot     | ۳ اکتبر ۱۹۸۰    |
| ۵۵۴۹ | Bobstefanik     | ۱ آوریل ۱۹۸۱    |
| ۵۵۵۰ | 1981 UB1        | ۳۰ اکتبر ۱۹۸۱   |
| ۵۵۵۱ | Glikson         | ۲۴ ژانویه ۱۹۸۲  |
| ۵۵۵۲ | Studnicka       | ۱۶ سپتامبر ۱۹۸۲ |
| ۵۵۵۳ | Chodas          | ۶ فوریه ۱۹۸۴    |
| ۵۵۵۴ | Keesey          | ۱۵ اکتبر ۱۹۸۵   |
| ۵۵۵۵ | Wimberly        | ۵ نوامبر ۱۹۸۶   |
| ۵۵۵۵ | 1988 AL         | ۱۵ ژانویه ۱۹۸۸  |
| ۵۵۵۷ | Chimikeppuko    | ۷ فوریه ۱۹۸۹    |
| ۵۵۵۸ | 1989 WL2        | ۲۴ نوامبر ۱۹۸۹  |
| ۵۵۵۸ | 1990 MV         | ۲۷ ژوئن ۱۹۹۰    |
| ۵۵۶۰ | Amytis          | ۲۷ ژوئن ۱۹۹۰    |
| ۵۵۶۱ | Iguchi          | ۱۷ اوت ۱۹۹۱     |
| ۵۵۶۱ | 1991 VS         | ۴ نوامبر ۱۹۹۱   |
| ۵۵۶۳ | 1991 VZ1        | ۹ نوامبر ۱۹۹۱   |
| ۵۵۶۴ | 1991 VH2        | ۹ نوامبر ۱۹۹۱   |
| ۵۵۶۵ | Ukyounodaibu    | ۱۰ نوامبر ۱۹۹۱  |
| ۵۵۶۶ | 1991 VY3        | ۱۱ نوامبر ۱۹۹۱  |
| ۵۵۶۷ | Durisen         | ۲۱ مارس ۱۹۵۳    |
| ۵۵۶۸ | Mufson          | ۱۴ اکتبر ۱۹۵۳   |
| ۵۵۶۹ | Colby           | ۲۲ مارس ۱۹۷۴    |
| ۵۵۷۰ | Kirsan          | ۴ آوریل ۱۹۷۶    |
| ۵۵۷۱ | Lesliegreen     | ۱ ژوئن ۱۹۷۸     |
| ۵۵۷۲ | Bliskunov       | ۲۶ سپتامبر ۱۹۷۸ |
| ۵۵۷۲ | 1981 QX         | ۲۴ اوت ۱۹۸۱     |
| ۵۵۷۲ | 1984 FS         | ۲۰ مارس ۱۹۸۴    |
| ۵۵۷۵ | 1985 RP2        | ۴ سپتامبر ۱۹۸۵  |
| ۵۵۷۶ | Albanese        | ۲۶ اکتبر ۱۹۸۶   |
| ۵۵۷۷ | Priestley       | ۲۱ نوامبر ۱۹۸۶  |
| ۵۵۷۸ | Takakura        | ۲۸ ژانویه ۱۹۸۷  |
| ۵۵۷۹ | Uhlherr         | ۱۱ مه ۱۹۸۸      |
| ۵۵۸۰ | Sharidake       | ۱۰ سپتامبر ۱۹۸۸ |
| ۵۵۸۱ | Mitsuko         | ۱۰ فوریه ۱۹۸۹   |
| ۵۵۸۲ | 1989 CU8        | ۱۳ فوریه ۱۹۸۹   |
| ۵۵۸۳ | Braunerova      | ۵ مارس ۱۹۸۹     |
| ۵۵۸۴ | Izenberg        | ۳۱ مه ۱۹۸۹      |
| ۵۵۸۵ | Parks           | ۲۸ ژوئن ۱۹۹۰    |
| ۵۵۸۶ | 1990 RE6        | ۹ سپتامبر ۱۹۹۰  |
| ۵۵۸۶ | 1990 SB         | ۱۶ سپتامبر ۱۹۹۰ |
| ۵۵۸۸ | Jennabelle      | ۲۳ سپتامبر ۱۹۹۰ |
| ۵۵۸۸ | Jennabelle      | SD۱۴            |
| ۵۵۸۸ | 1990 VA         | ۹ نوامبر ۱۹۹۰   |
| ۵۵۹۱ | Koyo            | ۱۰ نوامبر ۱۹۹۰  |
| ۵۵۹۲ | Oshima          | ۱۴ نوامبر ۱۹۹۰  |
| ۵۵۹۳ | Jonsujatha      | ۹ مه ۱۹۹۱       |
| ۵۵۹۴ | Jimmiller       | ۱۲ ژوئیه ۱۹۹۱   |
| ۵۵۹۵ | Roth            | ۵ اوت ۱۹۹۱      |
| ۵۵۹۶ | Morbidelli      | ۷ اوت ۱۹۹۱      |
| ۵۵۹۷ | Warren          | ۵ اوت ۱۹۹۱      |
| ۵۵۹۸ | Carlmurray      | ۸ اوت ۱۹۹۱      |
| ۵۵۹۹ | 1991 SG1        | ۲۹ سپتامبر ۱۹۹۱ |
| ۵۵۹۹ | 1991 UY         | ۱۸ اکتبر ۱۹۹۱   |
| ۵۵۹۹ | 1991 VR         | ۴ نوامبر ۱۹۹۱   |
| ۵۶۰۲ | 1991 VM1        | ۴ نوامبر ۱۹۹۱   |
| ۵۶۰۳ | Rausudake       | ۵ فوریه ۱۹۹۲    |
| ۵۶۰۳ | 1992 FE         | ۲۶ مارس ۱۹۹۲    |
| ۵۶۰۵ | Kushida         | ۱۷ فوریه ۱۹۹۳   |
| ۵۶۰۶ | Muramatsu       | ۱ مارس ۱۹۹۳     |
| ۵۶۰۶ | 1993 EN         | ۱۲ مارس ۱۹۹۳    |
| ۵۶۰۸ | Olmos           | ۱۲ مارس ۱۹۹۳    |
| ۵۶۰۹ | Stroncone       | ۲۲ مارس ۱۹۹۳    |
| ۵۶۱۰ | Balster         | ۱۶ اکتبر ۱۹۷۷   |
| ۵۶۱۰ | 1943 DL         | ۲۶ فوریه ۱۹۴۳   |
| ۵۶۱۲ | Nevskij         | ۳ اکتبر ۱۹۷۵    |
| ۵۶۱۳ | Donskoj         | ۱۶ دسامبر ۱۹۷۶  |
| ۵۶۱۴ | Yakovlev        | ۱۱ نوامبر ۱۹۷۹  |
| ۵۶۱۵ | Iskander        | ۴ اوت ۱۹۸۳      |
| ۵۶۱۶ | Vogtland        | ۲۹ سپتامبر ۱۹۸۷ |
| ۵۶۱۷ | Emelyanenko     | ۵ مارس ۱۹۸۹     |
| ۵۶۱۸ | Saitama         | ۴ مارس ۱۹۹۰     |
| ۵۶۱۹ | Shair           | ۲۶ آوریل ۱۹۹۰   |
| ۵۶۲۰ | Jasonwheeler    | ۱۹ ژوئیه ۱۹۹۰   |
| ۵۶۲۱ | Erb             | ۲۳ سپتامبر ۱۹۹۰ |
| ۵۶۲۲ | 1990 TL4        | ۱۴ اکتبر ۱۹۹۰   |
| ۵۶۲۳ | Iwamori         | ۲۰ اکتبر ۱۹۹۰   |
| ۵۶۲۴ | Shirley         | ۱۱ ژانویه ۱۹۹۱  |
| ۵۶۲۵ | 1991 AO2        | ۷ ژانویه ۱۹۹۱   |
| ۵۶۲۵ | 1991 FE         | ۱۸ مارس ۱۹۹۱    |
| ۵۶۲۵ | 1991 MA         | ۱۶ ژوئن ۱۹۹۱    |
| ۵۶۲۸ | Preussen        | ۱۳ سپتامبر ۱۹۹۱ |
| ۵۶۲۹ | Kuwana          | ۲۰ فوریه ۱۹۹۳   |
| ۵۶۳۰ | Billschaefer    | ۲۱ مارس ۱۹۹۳    |
| ۵۶۳۱ | Sekihokutouge   | ۲۰ مارس ۱۹۹۳    |
| ۵۶۳۲ | Ingelehmann     | ۱۵ آوریل ۱۹۹۳   |
| ۵۶۳۳ | 1978 UL7        | ۲۷ اکتبر ۱۹۷۸   |
| ۵۶۳۴ | 1978 VT6        | ۷ نوامبر ۱۹۷۸   |
| ۵۶۳۵ | Cole            | ۲ مارس ۱۹۸۱     |
| ۵۶۳۶ | Jacobson        | ۲۲ اوت ۱۹۸۵     |
| ۵۶۳۷ | Gyas            | ۱۰ سپتامبر ۱۹۸۸ |
| ۵۶۳۸ | Deikoon         | ۱۰ اکتبر ۱۹۸۸   |
| ۵۶۳۸ | 1989 PE         | ۹ اوت ۱۹۸۹      |
| ۵۶۴۰ | Yoshino         | ۲۱ اکتبر ۱۹۸۹   |
| ۵۶۴۱ | McCleese        | ۲۷ فوریه ۱۹۹۰   |
| ۵۶۴۲ | Bobbywilliams   | ۲۷ ژوئیه ۱۹۹۰   |
| ۵۶۴۳ | Roques          | ۲۲ اوت ۱۹۹۰     |
| ۵۶۴۴ | Maureenbell     | ۲۲ اوت ۱۹۹۰     |
| ۵۶۴۴ | 1990 SP         | ۲۰ سپتامبر ۱۹۹۰ |
| ۵۶۴۴ | 1990 TR         | ۱۱ اکتبر ۱۹۹۰   |
| ۵۶۴۴ | 1990 TZ         | ۱۴ اکتبر ۱۹۹۰   |
| ۵۶۴۸ | 1990 VU1        | ۱۱ نوامبر ۱۹۹۰  |
| ۵۶۴۹ | Donnashirley    | ۱۸ نوامبر ۱۹۹۰  |
| ۵۶۵۰ | Mochihito-o     | ۱۰ دسامبر ۱۹۹۰  |
| ۵۶۵۱ | Traversa        | ۱۴ فوریه ۱۹۹۱   |
| ۵۶۵۲ | Amphimachus     | ۲۴ آوریل ۱۹۹۲   |
| ۵۶۵۳ | Camarillo       | ۲۱ نوامبر ۱۹۹۲  |
| ۵۶۵۴ | Terni           | ۲۰ مه ۱۹۹۳      |
| ۵۶۵۵ | Barney          | ۲۹ سپتامبر ۱۹۷۳ |
| ۵۶۵۶ | Oldfield        | ۸ اکتبر ۱۹۲۰    |
| ۵۶۵۷ | Groombridge     | ۲۸ اوت ۱۹۳۶     |
| ۵۶۵۸ | Clausbaader     | ۱۷ فوریه ۱۹۵۰   |
| ۵۶۵۹ | 1968 OA1        | ۱۸ ژوئیه ۱۹۶۸   |
| ۵۶۵۹ | 1974 MA         | ۲۶ ژوئن ۱۹۷۴    |
| ۵۶۶۱ | Hildebrand      | ۱۴ اوت ۱۹۷۷     |
| ۵۶۶۲ | Wendycalvin     | ۲ مارس ۱۹۸۱     |
| ۵۶۶۳ | McKeegan        | ۱ مارس ۱۹۸۱     |
| ۵۶۶۴ | Eugster         | ۶ مارس ۱۹۸۱     |
| ۵۶۶۵ | Begemann        | ۳۰ ژانویه ۱۹۸۲  |
| ۵۶۶۶ | Rabelais        | ۱۴ اکتبر ۱۹۸۲   |
| ۵۶۶۷ | Nakhimovskaya   | ۱۶ اوت ۱۹۸۳     |
| ۵۶۶۸ | Foucault        | ۲۲ مارس ۱۹۸۴    |
| ۵۶۶۹ | 1985 CC2        | ۱۲ فوریه ۱۹۸۵   |
| ۵۶۷۰ | Rosstaylor      | ۷ نوامبر ۱۹۸۵   |
| ۵۶۷۱ | Chanal          | ۱۳ دسامبر ۱۹۸۵  |
| ۵۶۷۲ | Libby           | ۶ مارس ۱۹۸۶     |
| ۵۶۷۳ | McAllister      | ۶ سپتامبر ۱۹۸۶  |
| ۵۶۷۴ | Wolff           | ۶ سپتامبر ۱۹۸۶  |
| ۵۶۷۵ | Evgenilebedev   | ۷ سپتامبر ۱۹۸۶  |
| ۵۶۷۶ | Voltaire        | ۹ سپتامبر ۱۹۸۶  |
| ۵۶۷۷ | Aberdonia       | ۲۱ سپتامبر ۱۹۸۷ |
| ۵۶۷۸ | DuBridge        | ۱ اکتبر ۱۹۸۹    |
| ۵۶۷۹ | Atsukadou       | ۲ نوامبر ۱۹۸۹   |
| ۵۶۸۰ | 1989 YZ1        | ۳۰ دسامبر ۱۹۸۹  |
| ۵۶۸۱ | Bakulev         | ۱۵ سپتامبر ۱۹۹۰ |
| ۵۶۸۲ | Beresford       | ۹ اکتبر ۱۹۹۰    |
| ۵۶۸۳ | Bifukumonin     | ۱۹ اکتبر ۱۹۹۰   |
| ۵۶۸۴ | Kogo            | ۲۱ اکتبر ۱۹۹۰   |
| ۵۶۸۵ | Sanenobufukui   | ۸ دسامبر ۱۹۹۰   |
| ۵۶۸۶ | Chiyonoura      | ۲۰ دسامبر ۱۹۹۰  |
| ۵۶۸۷ | Yamamotoshinobu | ۱۳ ژانویه ۱۹۹۱  |
| ۵۶۸۸ | Kleewyck        | ۱۲ ژانویه ۱۹۹۱  |
| ۵۶۸۹ | Rhon            | ۹ سپتامبر ۱۹۹۱  |
| ۵۶۸۹ | 1992 EU         | ۷ مارس ۱۹۹۲     |
| ۵۶۹۱ | Fredwatson      | ۲۶ مارس ۱۹۹۲    |
| ۵۶۹۲ | Shirao          | ۲۳ مارس ۱۹۹۲    |
| ۵۶۹۲ | 1993 EA         | ۳ مارس ۱۹۹۳     |
| ۵۶۹۴ | Berenyi         | ۲۴ سپتامبر ۱۹۶۰ |
| ۵۶۹۵ | Remillieux      | ۲۴ سپتامبر ۱۹۶۰ |
| ۵۶۹۶ | Ibsen           | ۲۴ سپتامبر ۱۹۶۰ |
| ۵۶۹۷ | Arrhenius       | ۲۴ سپتامبر ۱۹۶۰ |
| ۵۶۹۸ | Nolde           | ۲۶ مارس ۱۹۷۱    |
| ۵۶۹۹ | Munch           | ۱۶ اکتبر ۱۹۷۷   |
| ۵۷۰۰ | Homerus         | ۱۶ اکتبر ۱۹۷۷   |
| ۵۷۰۱ | Baltuck         | ۳ نوامبر ۱۹۲۹   |
| ۵۷۰۲ | Morando         | ۱۶ مارس ۱۹۳۱    |
| ۵۷۰۳ | Hevelius        | ۱۵ نوامبر ۱۹۳۱  |
| ۵۷۰۴ | Schumacher      | ۱۷ فوریه ۱۹۵۰   |
| ۵۷۰۵ | Ericsterken     | ۲۱ اکتبر ۱۹۶۵   |
| ۵۷۰۶ | Finkelstein     | ۲۳ سپتامبر ۱۹۷۱ |
| ۵۷۰۷ | Shevchenko      | ۲ آوریل ۱۹۷۶    |
| ۵۷۰۸ | Melancholia     | ۱۲ اکتبر ۱۹۷۷   |
| ۵۷۰۹ | Tamyeunleung    | ۱۲ اکتبر ۱۹۷۷   |
| ۵۷۱۰ | Silentium       | ۱۸ اکتبر ۱۹۷۷   |
| ۵۷۱۱ | Eneev           | ۲۷ سپتامبر ۱۹۷۸ |
| ۵۷۱۲ | Funke           | ۲۵ سپتامبر ۱۹۷۹ |
| ۵۷۱۳ | 1982 FF3        | ۲۱ مارس ۱۹۸۲    |
| ۵۷۱۴ | Krasinsky       | ۱۴ اوت ۱۹۸۲     |
| ۵۷۱۵ | Kramer          | ۲۲ سپتامبر ۱۹۸۲ |
| ۵۷۱۶ | Pickard         | ۱۷ اکتبر ۱۹۸۲   |
| ۵۷۱۷ | Damir           | ۲۰ اکتبر ۱۹۸۲   |
| ۵۷۱۷ | 1983 PB         | ۴ اوت ۱۹۸۳      |
| ۵۷۱۹ | Krizik          | ۷ سپتامبر ۱۹۸۳  |
| ۵۷۲۰ | Halweaver       | ۲۹ مارس ۱۹۸۴    |
| ۵۷۲۱ | 1984 SO5        | ۱۸ سپتامبر ۱۹۸۴ |
| ۵۷۲۲ | Johnscherrer    | ۲ مه ۱۹۸۶       |
| ۵۷۲۳ | Hudson          | ۶ سپتامبر ۱۹۸۶  |
| ۵۷۲۳ | 1986 WE         | ۲۲ نوامبر ۱۹۸۶  |
| ۵۷۲۵ | Nordlingen      | ۲۳ ژانویه ۱۹۸۸  |
| ۵۷۲۶ | Rubin           | ۲۴ ژانویه ۱۹۸۸  |
| ۵۷۲۷ | 1988 BB4        | ۱۹ ژانویه ۱۹۸۸  |
| ۵۷۲۸ | 1988 BJ4        | ۲۰ ژانویه ۱۹۸۸  |
| ۵۷۲۹ | 1988 TA1        | ۱۳ اکتبر ۱۹۸۸   |
| ۵۷۳۰ | Yonosuke        | ۱۳ اکتبر ۱۹۸۸   |
| ۵۷۳۱ | Zeus            | ۴ نوامبر ۱۹۸۸   |
| ۵۷۳۱ | 1988 WC         | ۲۹ نوامبر ۱۹۸۸  |
| ۵۷۳۱ | 1989 AQ         | ۴ ژانویه ۱۹۸۹   |
| ۵۷۳۴ | Noguchi         | ۱۵ ژانویه ۱۹۸۹  |
| ۵۷۳۵ | Loripaul        | ۴ ژوئن ۱۹۸۹     |
| ۵۷۳۶ | Sanford         | ۶ ژوئن ۱۹۸۹     |
| ۵۷۳۷ | Itoh            | ۳۰ سپتامبر ۱۹۸۹ |
| ۵۷۳۸ | Billpickering   | ۲۷ اکتبر ۱۹۸۹   |
| ۵۷۳۹ | 1989 WK2        | ۲۴ نوامبر ۱۹۸۹  |
| ۵۷۴۰ | Toutoumi        | ۲۹ نوامبر ۱۹۸۹  |
| ۵۷۴۱ | Akanemaruta     | ۲ دسامبر ۱۹۸۹   |
| ۵۷۴۲ | 1990 TN4        | ۹ اکتبر ۱۹۹۰    |
| ۵۷۴۳ | Kato            | ۱۹ اکتبر ۱۹۹۰   |
| ۵۷۴۴ | Yorimasa        | ۱۴ دسامبر ۱۹۹۰  |
| ۵۷۴۴ | 1991 AN         | ۹ ژانویه ۱۹۹۱   |
| ۵۷۴۴ | 1991 CK         | ۵ فوریه ۱۹۹۱    |
| ۵۷۴۷ | 1991 CO3        | ۱۰ فوریه ۱۹۹۱   |
| ۵۷۴۸ | Davebrin        | ۱۹ فوریه ۱۹۹۱   |
| ۵۷۴۸ | 1991 FV         | ۱۷ مارس ۱۹۹۱    |
| ۵۷۵۰ | Kandatai        | ۱۱ آوریل ۱۹۹۱   |
| ۵۷۵۱ | Zao             | ۵ ژانویه ۱۹۹۲   |
| ۵۷۵۱ | 1992 CJ         | ۱۰ فوریه ۱۹۹۲   |
| ۵۷۵۳ | Yoshidatadahiko | ۴ مارس ۱۹۹۲     |
| ۵۷۵۴ | 1992 FR2        | ۲۴ مارس ۱۹۹۲    |
| ۵۷۵۵ | 1992 OP7        | ۲۰ ژوئیه ۱۹۹۲   |
| ۵۷۵۶ | Wassenbergh     | ۲۴ سپتامبر ۱۹۶۰ |
| ۵۷۵۷ | Ticha           | ۶ مه ۱۹۶۷       |
| ۵۷۵۸ | Brunini         | ۲۰ اوت ۱۹۷۶     |
| ۵۷۵۹ | Zoshchenko      | ۲۲ ژانویه ۱۹۸۰  |
| ۵۷۶۰ | Mittlefehldt    | ۱ مارس ۱۹۸۱     |
| ۵۷۶۱ | Andreivanov     | ۲ مارس ۱۹۸۱     |
| ۵۷۶۲ | Wanke           | ۲ مارس ۱۹۸۱     |
| ۵۷۶۲ | 1982 MA         | ۲۳ ژوئن ۱۹۸۲    |
| ۵۷۶۴ | 1985 CS1        | ۱۰ فوریه ۱۹۸۵   |
| ۵۷۶۵ | Izett           | ۴ آوریل ۱۹۸۶    |
| ۵۷۶۶ | 1986 QR3        | ۲۹ اوت ۱۹۸۶     |
| ۵۷۶۷ | Moldun          | ۶ سپتامبر ۱۹۸۶  |
| ۵۷۶۸ | Pittich         | ۴ اکتبر ۱۹۸۶    |
| ۵۷۶۹ | Michard         | ۶ اوت ۱۹۸۷      |
| ۵۷۶۹ | 1987 RY         | ۱۲ سپتامبر ۱۹۸۷ |
| ۵۷۷۱ | Somerville      | ۲۱ سپتامبر ۱۹۸۷ |
| ۵۷۷۲ | Johnlambert     | ۱۵ ژوئن ۱۹۸۸    |
| ۵۷۷۲ | 1989 NO         | ۲ ژوئیه ۱۹۸۹    |
| ۵۷۷۴ | Ratliff         | ۲ ژوئیه ۱۹۸۹    |
| ۵۷۷۵ | Inuyama         | ۲۹ سپتامبر ۱۹۸۹ |
| ۵۷۷۶ | 1989 UT2        | ۲۹ اکتبر ۱۹۸۹   |
| ۵۷۷۷ | Hanaki          | ۳ دسامبر ۱۹۸۹   |
| ۵۷۷۸ | Jurafrance      | ۲۸ دسامبر ۱۹۸۹  |
| ۵۷۷۹ | Schupmann       | ۲۳ ژانویه ۱۹۹۰  |
| ۵۷۸۰ | Lafontaine      | ۲ مارس ۱۹۹۰     |
| ۵۷۸۱ | Barkhatova      | ۲۴ سپتامبر ۱۹۹۰ |
| ۵۷۸۲ | Akirafujiwara   | ۷ ژانویه ۱۹۹۱   |
| ۵۷۸۳ | Kumagaya        | ۵ فوریه ۱۹۹۱    |
| ۵۷۸۴ | Yoron           | ۹ فوریه ۱۹۹۱    |
| ۵۷۸۵ | Fulton          | ۱۷ مارس ۱۹۹۱    |
| ۵۷۸۶ | Talos           | ۳ سپتامبر ۱۹۹۱  |
| ۵۷۸۷ | 1992 FA1        | ۲۶ مارس ۱۹۹۲    |
| ۵۷۸۷ | 1992 NJ         | ۱ ژوئیه ۱۹۹۲    |
| ۵۷۸۹ | Sellin          | ۲۴ سپتامبر ۱۹۶۰ |
| ۵۷۹۰ | Nagasaki        | ۱۷ اکتبر ۱۹۶۰   |
| ۵۷۹۱ | Comello         | ۲۹ سپتامبر ۱۹۷۳ |
| ۵۷۹۲ | Unstrut         | ۱۸ ژانویه ۱۹۶۴  |
| ۵۷۹۳ | Ringuelet       | ۵ اکتبر ۱۹۷۵    |
| ۵۷۹۴ | Irmina          | ۲۴ سپتامبر ۱۹۷۶ |
| ۵۷۹۵ | Roshchina       | ۲۷ سپتامبر ۱۹۷۸ |
| ۵۷۹۶ | 1978 VK5        | ۷ نوامبر ۱۹۷۸   |
| ۵۷۹۷ | Bivoj           | ۱۳ ژانویه ۱۹۸۰  |
| ۵۷۹۸ | Burnett         | ۱۳ سپتامبر ۱۹۸۰ |
| ۵۷۹۹ | Brewington      | ۹ اکتبر ۱۹۸۰    |
| ۵۸۰۰ | Pollock         | ۱۶ اکتبر ۱۹۸۲   |
| ۵۸۰۱ | Vasarely        | ۲۶ ژانویه ۱۹۸۴  |
| ۵۸۰۲ | 1984 HL1        | ۲۷ آوریل ۱۹۸۴   |
| ۵۸۰۳ | Otzi            | ۲۱ ژوئیه ۱۹۸۴   |
| ۵۸۰۴ | Bambinidipraga  | ۹ سپتامبر ۱۹۸۵  |
| ۵۸۰۵ | Glasgow         | ۱۸ دسامبر ۱۹۸۵  |
| ۵۸۰۶ | Archieroy       | ۱۱ ژانویه ۱۹۸۶  |
| ۵۸۰۷ | Mshatka         | ۳۰ اوت ۱۹۸۶     |
| ۵۸۰۸ | Babelʹ          | ۲۷ اوت ۱۹۸۷     |
| ۵۸۰۹ | Kulibin         | ۴ سپتامبر ۱۹۸۷  |
| ۵۸۰۹ | 1988 EN         | ۱۰ مارس ۱۹۸۸    |
| ۵۸۱۱ | Keck            | ۱۹ مه ۱۹۸۸      |
| ۵۸۱۲ | Jayewinkler     | ۱۱ اوت ۱۹۸۸     |
| ۵۸۱۲ | 1988 VL         | ۳ نوامبر ۱۹۸۸   |
| ۵۸۱۴ | 1988 XW1        | ۱۱ دسامبر ۱۹۸۸  |
| ۵۸۱۵ | Shinsengumi     | ۳ ژانویه ۱۹۸۹   |
| ۵۸۱۶ | Potsdam         | ۱۱ ژانویه ۱۹۸۹  |
| ۵۸۱۷ | Robertfrazer    | ۵ سپتامبر ۱۹۸۹  |
| ۵۸۱۸ | 1989 RC1        | ۵ سپتامبر ۱۹۸۹  |
| ۵۸۱۹ | Lauretta        | ۲۹ اکتبر ۱۹۸۹   |
| ۵۸۲۰ | Babelsberg      | ۲۳ اکتبر ۱۹۸۹   |
| ۵۸۲۱ | Yukiomaeda      | ۴ نوامبر ۱۹۸۹   |
| ۵۸۲۲ | Masakichi       | ۲۱ نوامبر ۱۹۸۹  |
| ۵۸۲۳ | Oryo            | ۲۰ دسامبر ۱۹۸۹  |
| ۵۸۲۴ | Inagaki         | ۲۴ دسامبر ۱۹۸۹  |
| ۵۸۲۵ | Rakuyou         | ۲۱ ژانویه ۱۹۹۰  |
| ۵۸۲۵ | 1990 DB         | ۱۶ فوریه ۱۹۹۰   |
| ۵۸۲۷ | Letunov         | ۱۵ نوامبر ۱۹۹۰  |
| ۵۸۲۷ | 1991 AM         | ۱۴ ژانویه ۱۹۹۱  |
| ۵۸۲۹ | Ishidagoro      | ۱۱ فوریه ۱۹۹۱   |
| ۵۸۳۰ | Simohiro        | ۹ مارس ۱۹۹۱     |
| ۵۸۳۱ | Dizzy           | ۴ مه ۱۹۹۱       |
| ۵۸۳۲ | Martaprincipe   | ۱۵ ژوئن ۱۹۹۱    |
| ۵۸۳۳ | Peterson        | ۵ اوت ۱۹۹۱      |
| ۵۸۳۴ | 1992 SZ14       | ۲۸ سپتامبر ۱۹۹۲ |
| ۵۸۳۵ | Mainfranken     | ۲۱ سپتامبر ۱۹۹۲ |
| ۵۸۳۵ | 1993 MF         | ۲۲ ژوئن ۱۹۹۳    |
| ۵۸۳۷ | Hedin           | ۲۴ سپتامبر ۱۹۶۰ |
| ۵۸۳۸ | Hamsun          | ۲۹ سپتامبر ۱۹۷۳ |
| ۵۸۳۹ | GOI             | ۲۱ سپتامبر ۱۹۷۴ |
| ۵۸۴۰ | Raybrown        | ۲۸ ژوئیه ۱۹۷۸   |
| ۵۸۴۱ | Stone           | ۱۹ سپتامبر ۱۹۸۲ |
| ۵۸۴۲ | 1986 CV1        | ۸ فوریه ۱۹۸۶    |
| ۵۸۴۲ | 1986 UG         | ۳۰ اکتبر ۱۹۸۶   |
| ۵۸۴۲ | 1986 UQ         | ۲۸ اکتبر ۱۹۸۶   |
| ۵۸۴۲ | 1988 QP         | ۱۹ اوت ۱۹۸۸     |
| ۵۸۴۶ | Hessen          | ۱۱ ژانویه ۱۹۸۹  |
| ۵۸۴۷ | Wakiya          | ۱۸ دسامبر ۱۹۸۹  |
| ۵۸۴۸ | Harutoriko      | ۳۰ ژانویه ۱۹۹۰  |
| ۵۸۴۹ | 1990 HF1        | ۲۷ آوریل ۱۹۹۰   |
| ۵۸۵۰ | Masaharu        | ۸ دسامبر ۱۹۹۰   |
| ۵۸۵۱ | Inagawa         | ۲۳ فوریه ۱۹۹۱   |
| ۵۸۵۲ | Nanette         | ۱۹ آوریل ۱۹۹۱   |
| ۵۸۵۲ | 1992 QG         | ۲۶ اوت ۱۹۹۲     |
| ۵۸۵۲ | 1992 UP         | ۱۹ اکتبر ۱۹۹۲   |
| ۵۸۵۵ | Yukitsuna       | ۲۶ اکتبر ۱۹۹۲   |
| ۵۸۵۶ | 1994 AL2        | ۵ ژانویه ۱۹۹۴   |
| ۵۸۵۷ | Neglinka        | ۳ اکتبر ۱۹۷۵    |
| ۵۸۵۸ | Borovitskia     | ۲۸ سپتامبر ۱۹۷۸ |
| ۵۸۵۹ | Ostozhenka      | ۲۳ مارس ۱۹۷۹    |
| ۵۸۶۰ | 1981 QE1        | ۲۸ اوت ۱۹۸۱     |
| ۵۸۶۱ | Glynjones       | ۱۵ سپتامبر ۱۹۸۲ |
| ۵۸۶۲ | Sakanoue        | ۱۳ ژانویه ۱۹۸۳  |
| ۵۸۶۳ | Tara            | ۷ سپتامبر ۱۹۸۳  |
| ۵۸۶۴ | Montgolfier     | ۲ سپتامبر ۱۹۸۳  |
| ۵۸۶۵ | Qualytemocrina  | ۳۱ اوت ۱۹۸۴     |
| ۵۸۶۶ | Sachsen         | ۱۳ اوت ۱۹۸۸     |
| ۵۸۶۶ | 1988 RE         | ۱۱ سپتامبر ۱۹۸۸ |
| ۵۸۶۸ | Ohta            | ۱۳ اکتبر ۱۹۸۸   |
| ۵۸۶۹ | Tanith          | ۴ نوامبر ۱۹۸۸   |
| ۵۸۷۰ | Baltimore       | ۱۱ فوریه ۱۹۸۹   |
| ۵۸۷۱ | Bobbell         | ۱۱ فوریه ۱۹۸۹   |
| ۵۸۷۲ | Sugano          | ۳۰ سپتامبر ۱۹۸۹ |
| ۵۸۷۳ | Archilochos     | ۲۶ سپتامبر ۱۹۸۹ |
| ۵۸۷۳ | 1989 XB         | ۲ دسامبر ۱۹۸۹   |
| ۵۸۷۵ | Kuga            | ۵ دسامبر ۱۹۸۹   |
| ۵۸۷۶ | 1990 DM2        | ۲۴ فوریه ۱۹۹۰   |
| ۵۸۷۷ | Toshimaihara    | ۲۳ مارس ۱۹۹۰    |
| ۵۸۷۸ | Charlene        | ۱۴ فوریه ۱۹۹۱   |
| ۵۸۷۹ | Almeria         | ۸ فوریه ۱۹۹۲    |
| ۵۸۷۹ | 1992 MA         | ۲۲ ژوئن ۱۹۹۲    |
| ۵۸۸۱ | Akashi          | ۲۷ سپتامبر ۱۹۹۲ |
| ۵۸۸۲ | 1992 WW5        | ۱۸ نوامبر ۱۹۹۲  |
| ۵۸۸۳ | 1993 VM5        | ۶ نوامبر ۱۹۹۳   |
| ۵۸۸۴ | Dolezal         | ۲۴ سپتامبر ۱۹۶۰ |
| ۵۸۸۵ | Apeldoorn       | ۳۰ سپتامبر ۱۹۷۳ |
| ۵۸۸۶ | Rutger          | ۱۳ ژوئن ۱۹۷۵    |
| ۵۸۸۷ | Yauza           | ۲۴ سپتامبر ۱۹۷۶ |
| ۵۸۸۸ | 1978 VU7        | ۷ نوامبر ۱۹۷۸   |
| ۵۸۸۹ | Mickiewicz      | ۳۱ مارس ۱۹۷۹    |
| ۵۸۹۰ | Carlsberg       | ۱۹ مه ۱۹۷۹      |
| ۵۸۹۱ | Gehrig          | ۲۲ سپتامبر ۱۹۸۱ |
| ۵۸۹۲ | Milesdavis      | ۲۳ دسامبر ۱۹۸۱  |
| ۵۸۹۳ | Coltrane        | ۱۵ مارس ۱۹۸۲    |
| ۵۸۹۴ | Telc            | ۱۴ سپتامبر ۱۹۸۲ |
| ۵۸۹۵ | 1982 UF2        | ۱۶ اکتبر ۱۹۸۲   |
| ۵۸۹۶ | Narrenschiff    | ۱۲ نوامبر ۱۹۸۲  |
| ۵۸۹۷ | Novotna         | ۲۹ سپتامبر ۱۹۸۴ |
| ۵۸۹۷ | 1985 KE         | ۲۳ مه ۱۹۸۵      |
| ۵۸۹۹ | Jedicke         | ۹ ژانویه ۱۹۸۶   |
| ۵۹۰۰ | Jensen          | ۳ اکتبر ۱۹۸۶    |
| ۵۹۰۱ | 1986 WB1        | ۲۵ نوامبر ۱۹۸۶  |
| ۵۹۰۲ | Talima          | ۲۷ اوت ۱۹۸۷     |
| ۵۹۰۳ | 1989 AN1        | ۶ ژانویه ۱۹۸۹   |
| ۵۹۰۴ | Wurttemberg     | ۱۰ ژانویه ۱۹۸۹  |
| ۵۹۰۵ | Johnson         | ۱۱ فوریه ۱۹۸۹   |
| ۵۹۰۶ | 1989 SN5        | ۲۴ سپتامبر ۱۹۸۹ |
| ۵۹۰۷ | 1989 TU5        | ۲ اکتبر ۱۹۸۹    |
| ۵۹۰۸ | Aichi           | ۲۰ اکتبر ۱۹۸۹   |
| ۵۹۰۹ | Nagoya          | ۲۳ اکتبر ۱۹۸۹   |
| ۵۹۱۰ | Zatopek         | ۲۹ نوامبر ۱۹۸۹  |
| ۵۹۱۱ | 1989 WO7        | ۲۵ نوامبر ۱۹۸۹  |
| ۵۹۱۲ | Oyatoshiyuki    | ۲۰ دسامبر ۱۹۸۹  |
| ۵۹۱۲ | 1990 BU         | ۲۱ ژانویه ۱۹۹۰  |
| ۵۹۱۴ | Kathywhaler     | ۲۰ نوامبر ۱۹۹۰  |
| ۵۹۱۵ | Yoshihiro       | ۹ مارس ۱۹۹۱     |
| ۵۹۱۵ | Yoshihiro       | ۱۹۹۱            |
| ۵۹۱۷ | Chibasai        | ۷ ژوئیه ۱۹۹۱    |
| ۵۹۱۸ | 1991 NV3        | ۶ ژوئیه ۱۹۹۱    |
| ۵۹۱۹ | Patrickmartin   | ۵ اوت ۱۹۹۱      |
| ۵۹۲۰ | 1992 SX17       | ۳۰ سپتامبر ۱۹۹۲ |
| ۵۹۲۰ | 1992 UL         | ۱۹ اکتبر ۱۹۹۲   |
| ۵۹۲۲ | Shouichi        | ۲۱ اکتبر ۱۹۹۲   |
| ۵۹۲۳ | Liedeke         | ۲۶ نوامبر ۱۹۹۲  |
| ۵۹۲۴ | Teruo           | ۷ فوریه ۱۹۹۴    |
| ۵۹۲۵ | 1994 CP1        | ۵ فوریه ۱۹۹۴    |
| ۵۹۲۶ | Schonfeld       | ۴ اوت ۱۹۲۹      |
| ۵۹۲۶ | 1938 HA         | ۱۹ آوریل ۱۹۳۸   |
| ۵۹۲۸ | Pindarus        | ۱۹ سپتامبر ۱۹۷۳ |
| ۵۹۲۹ | Manzano         | ۱۴ دسامبر ۱۹۷۴  |
| ۵۹۳۰ | Zhiganov        | ۲ نوامبر ۱۹۷۵   |
| ۵۹۳۱ | Zhvanetskij     | ۱ آوریل ۱۹۷۶    |
| ۵۹۳۲ | Prutkov         | ۱ آوریل ۱۹۷۶    |
| ۵۹۳۳ | Kemurdzhian     | ۲۶ اوت ۱۹۷۶     |
| ۵۹۳۴ | Mats            | ۲۰ سپتامبر ۱۹۷۶ |
| ۵۹۳۵ | Ostankino       | ۱۳ مارس ۱۹۷۷    |
| ۵۹۳۶ | Khadzhinov      | ۲۹ مارس ۱۹۷۹    |
| ۵۹۳۷ | Loden           | ۱۱ دسامبر ۱۹۷۹  |
| ۵۹۳۸ | Keller          | ۱۶ مارس ۱۹۸۰    |
| ۵۹۳۹ | Toshimayeda     | ۱ مارس ۱۹۸۱     |
| ۵۹۴۰ | Feliksobolev    | ۸ اکتبر ۱۹۸۱    |
| ۵۹۴۱ | Valencia        | ۲۰ اکتبر ۱۹۸۲   |
| ۵۹۴۲ | Denzilrobert    | ۱۰ ژانویه ۱۹۸۳  |
| ۵۹۴۳ | Lovi            | ۱ مارس ۱۹۸۴     |
| ۵۹۴۴ | Utesov          | ۲ مه ۱۹۸۴       |
| ۵۹۴۵ | Roachapproach   | ۲۸ سپتامبر ۱۹۸۴ |
| ۵۹۴۶ | Hrozny          | ۲۸ اکتبر ۱۹۸۴   |
| ۵۹۴۷ | Bonnie          | ۲۱ مارس ۱۹۸۵    |
| ۵۹۴۸ | Longo           | ۱۵ مه ۱۹۸۵      |
| ۵۹۴۹ | 1985 RL3        | ۶ سپتامبر ۱۹۸۵  |
| ۵۹۵۰ | Leukippos       | ۹ اوت ۱۹۸۶      |
| ۵۹۵۱ | Alicemonet      | ۷ اکتبر ۱۹۸۶    |
| ۵۹۵۲ | Davemonet       | ۴ مارس ۱۹۸۷     |
| ۵۹۵۳ | Shelton         | ۲۵ آوریل ۱۹۸۷   |
| ۵۹۵۴ | Epikouros       | ۱۹ اوت ۱۹۸۷     |
| ۵۹۵۵ | Khromchenko     | ۲ سپتامبر ۱۹۸۷  |
| ۵۹۵۶ | d'Alembert      | ۱۳ فوریه ۱۹۸۸   |
| ۵۹۵۷ | Irina           | ۱۱ مه ۱۹۸۸      |
| ۵۹۵۸ | Barrande        | ۲۹ ژانویه ۱۹۸۹  |
| ۵۹۵۹ | Shaklan         | ۲ ژوئیه ۱۹۸۹    |
| ۵۹۶۰ | Wakkanai        | ۲۱ اکتبر ۱۹۸۹   |
| ۵۹۶۱ | 1989 YH1        | ۳۰ دسامبر ۱۹۸۹  |
| ۵۹۶۲ | Shikokutenkyo   | ۱۸ آوریل ۱۹۹۰   |
| ۵۹۶۳ | 1990 QP2        | ۲۴ اوت ۱۹۹۰     |
| ۵۹۶۴ | 1990 QN4        | ۲۳ اوت ۱۹۹۰     |
| ۵۹۶۵ | 1990 SV15       | ۱۶ سپتامبر ۱۹۹۰ |
| ۵۹۶۶ | Tomeko          | ۱۵ نوامبر ۱۹۹۰  |
| ۵۹۶۷ | Edithlevy       | ۹ فوریه ۱۹۹۱    |
| ۵۹۶۸ | Trauger         | ۱۷ مارس ۱۹۹۱    |
| ۵۹۶۹ | Ryuichiro       | ۱۷ مارس ۱۹۹۱    |
| ۵۹۷۰ | Ohdohrikouen    | ۱۳ مه ۱۹۹۱      |
| ۵۹۷۱ | Tickell         | ۱۲ ژوئیه ۱۹۹۱   |
| ۵۹۷۲ | Harryatkinson   | ۵ اوت ۱۹۹۱      |
| ۵۹۷۳ | Takimoto        | ۱۷ اوت ۱۹۹۱     |
| ۵۹۷۴ | 1991 UZ2        | ۳۱ اکتبر ۱۹۹۱   |
| ۵۹۷۵ | Otakemayumi     | ۲۱ سپتامبر ۱۹۹۲ |
| ۵۹۷۶ | Kalatajean      | ۲۵ سپتامبر ۱۹۹۲ |
| ۵۹۷۷ | 1992 TH1        | ۱ اکتبر ۱۹۹۲    |
| ۵۹۷۸ | Kaminokuni      | ۱۶ نوامبر ۱۹۹۲  |
| ۵۹۷۸ | 1992 XF         | ۱۵ دسامبر ۱۹۹۲  |
| ۵۹۸۰ | 1993 FP2        | ۲۶ مارس ۱۹۹۳    |
| ۵۹۸۱ | Kresilas        | ۲۴ سپتامبر ۱۹۶۰ |
| ۵۹۸۲ | Polykletus      | ۱۳ مه ۱۹۷۱      |
| ۵۹۸۳ | Praxiteles      | ۲۹ سپتامبر ۱۹۷۳ |
| ۵۹۸۴ | Lysippus        | ۱۶ اکتبر ۱۹۷۷   |
| ۵۹۸۴ | 1942 RJ         | ۷ سپتامبر ۱۹۴۲  |
| ۵۹۸۶ | Xenophon        | ۲ اکتبر ۱۹۶۹    |
| ۵۹۸۷ | Liviogratton    | ۶ ژوئن ۱۹۷۵     |
| ۵۹۸۸ | Gorodnitskij    | ۱ آوریل ۱۹۷۶    |
| ۵۹۸۹ | Sorin           | ۲۶ اوت ۱۹۷۶     |
| ۵۹۹۰ | Panticapaeon    | ۹ مارس ۱۹۷۷     |
| ۵۹۹۱ | Ivavladis       | ۲۵ آوریل ۱۹۷۹   |
| ۵۹۹۲ | Nittler         | ۲۸ فوریه ۱۹۸۱   |
| ۵۹۹۳ | Tammydickinson  | ۲ مارس ۱۹۸۱     |
| ۵۹۹۴ | Yakubovich      | ۲۹ سپتامبر ۱۹۸۱ |
| ۵۹۹۵ | Saint-Aignan    | ۲۰ فوریه ۱۹۸۲   |
| ۵۹۹۶ | Julioangel      | ۱۱ ژوئیه ۱۹۸۳   |
| ۵۹۹۷ | Dirac           | ۱ اکتبر ۱۹۸۳    |
| ۵۹۹۸ | Sitensky        | ۲ سپتامبر ۱۹۸۶  |
| ۵۹۹۹ | Plescia         | ۲۳ آوریل ۱۹۸۷   |
| ۵۹۹۹ | Plescia         | UN              |